# Bursaphelenchus xylophilus
Il Bursaphelenchus xylophilus è un nematode di interesse forestale che colonizza i canali resiniferi dei pini portandoli a morte.
Viene trasmesso da coleotteri del genere Monochamus che si nutrono su alberi già infetti da B. xylophilus attirati dall'odore terpenoidico particolarmente gradevole. B. xylophilus penetra nella cavità orale e nelle trachee dei Monochamus venendo da questi trasportato nella  cosiddetta "forma da viaggio".
La trasmissione al successivo pino avviene quando Monochamus andrà a nutrirsi nella parte alta della  pianta. 

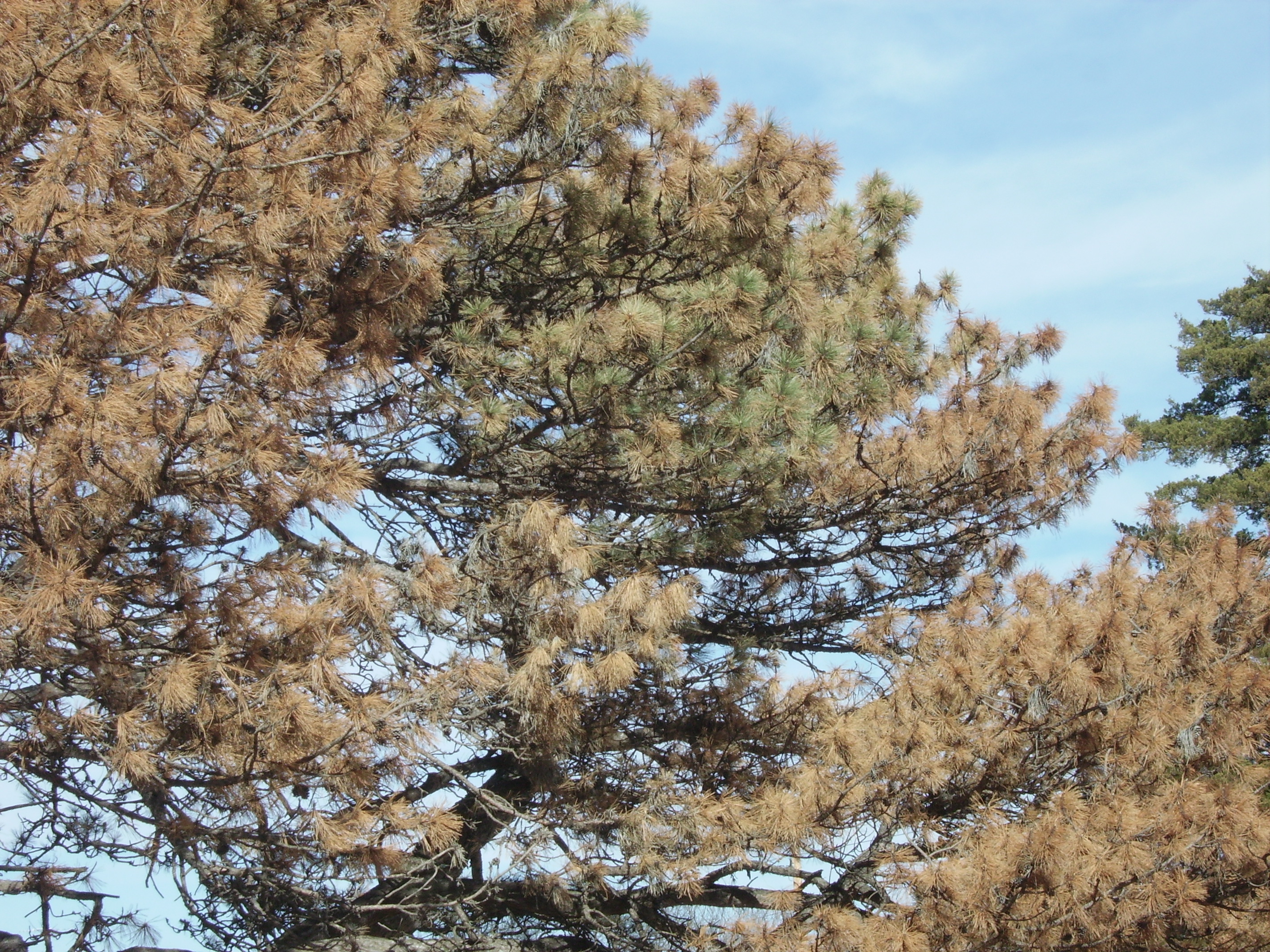
Pino austriaco infettato da Bursaphelenchus xylophilus

## Distribuzione
B. xylophilus è oggi temuto da tutta la selvicoltura mondiale avendo fatto già gravi danni in America e Giappone.
In Europa attualmente ne è segnalata la presenza in Spagna e Portogallo.